# David Johnson (malarz)

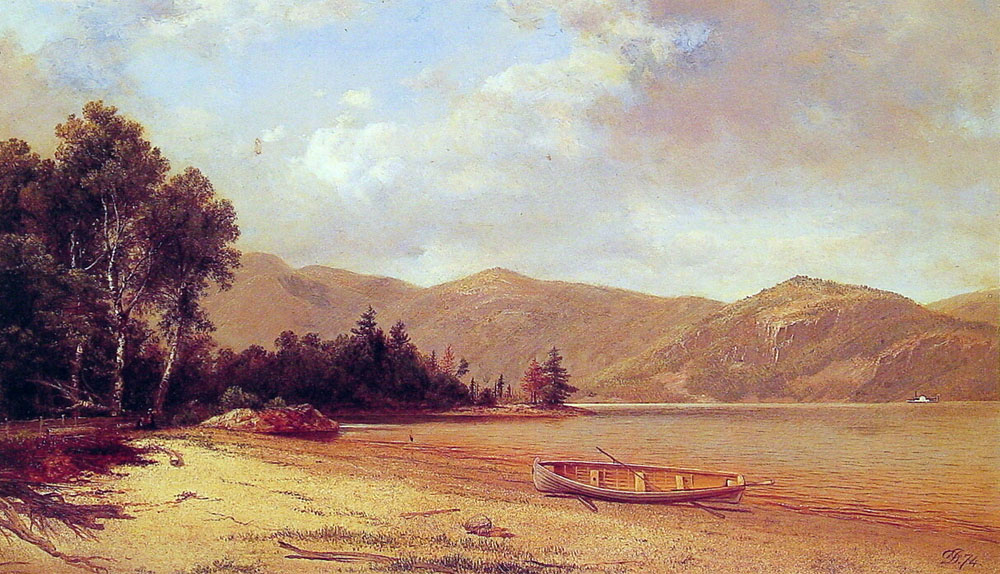
Jezioro George, 1874

David Johnson (ur. 10 maja 1827, zm. 30 stycznia 1908) – amerykański malarz pejzażysta, reprezentant Hudson River School.
Urodził się w Nowym Jorku, studiował dwa lata w National Academy of Design, później jego nauczycielem był Jasper Francis Cropsey. Wystawiał w Brooklyn Art Association, Pensylwańskiej Akademii Sztuk Pięknych i National Academy of Design, której był członkiem. W 1876 otrzymał pierwszą nagrodę podczas Centennial Expo w Filadelfii.